# Criticismo
Criticismo representa em filosofia a posição metodológica própria de Immanuel Kant. Caracteriza-se por considerar que as análises críticas da possibilidade, da origem, do valor, das leis e dos limites do conhecimento racional constituem-se no ponto de partida da reflexão filosófica. É uma doutrina filosófica que tem como objeto o processo pelo qual se estrutura o conhecimento, estabelecida a partir das críticas ao empirismo e ao racionalismo.

## História
As teorias do conhecimento da Idade Média não colocavam em dúvida a possibilidade de conhecer a realidade tal como ela é. As influências do Renascimento levaram, a partir do século XVII, ao questionamento da possibilidade do conhecimento, dando, nas respostas ensaiadas, origem às teorias empiristas e racionalistas.
Kant supera essa dicotomia concluindo que o conhecimento só é possível pela conjunção das suas fontes: a sensibilidade e o entendimento. A sensibilidade dá à matéria e ao entendimento as formas do conhecimento. O criticismo kantiano tinha como objetivo principal a crítica das faculdades cognitivas do homem, no sentido de se conhecer seus limites. Em consequência dessa crítica, foi levado à negação da possibilidade de a razão humana conhecer a essência das coisas (númeno).
Assim, em sentido geral, merece a denominação de criticismo a postura que preconiza a investigação dos fundamentos do conhecimento como condição para toda e qualquer reflexão filosófica. Segundo esta posição, a pergunta pelo conhecer deve ter primazia sobre a pergunta acerca do ser, uma vez que, sem aquela, não se pode garantir com segurança sobre que base a questão do ser está a ser afirmada. Levado às suas últimas consequências, o criticismo pode ser encarado como uma atitude que nega a verdade de todo conhecimento que não tenha sido, previamente, submetido a uma crítica de seus fundamentos. Neste sentido, o criticismo aproxima-se do cepticismo, por pretender averiguar o substrato racional de todos os pressupostos da acção e do pensamento humanos. Devemos referir que tal como o dogmatismo o criticismo acredita na razão humana e confia nela. Mas ao contrario do dogmatismo, o criticismo "pede contas à razão".
Em sentido restrito, o criticismo é empregado para denominar uma parte da filosofia kantiana (aquela que diz respeito à questão do conhecimento). Esta propõe-se investigar as categorias ou formas "a priori" do entendimento. A sua meta consiste em determinar o que o entendimento e a razão podem conhecer, encontrando-se livres de toda experiência, bem como os limites impostos a este conhecimento pela necessidade de fazer apelo à experiência sensível para conhecermos. Este projeto pretende fundamentar um pensamento metafísico de carácter cético. Entre o cepticismo e o dogmatismo, o criticismo kantiano instaura-se como a única possibilidade de repensar as questões próprias à metafísica.
Como sabemos o dogmatismo, ele tem certeza pode conhecer. Ele tem a crença na possibilidade de conhecer, ele usa os sentidos para solucionar o problema, ele usa a razão e busca de qualquer jeito a verdade. O dogmatismo critico: é possível conhecer, mas não de maneira trivial. Crê que a razão e os sentidos podem ser enganosos. Porém, o homem pode superar a ilusão e encontrar a verdade. O dogmatismo ingênio: Acredita que vê, percebe, as coisas (o fenômeno) como são.